# تسخیر (فیلم ۱۹۸۱)
تسخیر (انگلیسی: Possession) فیلمی در ژانر ترسناک است که در سال ۱۹۸۱ منتشر شد. از بازیگران آن می‌توان به ایزابل آجانی، سم نیل و هاینتس بننت اشاره کرد.

## خلاصه داستان
مارک شخصیت فیلم به خانه‌اش برمی گردد و خانه‌اش را در هرج و مرج می‌بیند همسرش می‌خواهد طلاق بگیرد و با کس دیگری ازدواج کند با هم دعوا می‌کنند و مارک به حدی شکننده می‌شود و دست به کارهایی غیرقابل پیش بینی می‌زند شخصیت آنا ایزابل آجانی در فیلم شخصیتی خنگ و پرت و ناراضی از همه چیز است که به ناامیدی مارک دامن می‌زند.
مارک در ابتدا حافظه اش را از دست می‌دهد و دچار وسواس فکری شده که منتهی به بحران کامل هویت در او می‌شود و تبدیل به موجودی خطرناک و وحشی می‌شود.

## افتخارات
ایزابل آجانی جایزه بهترین بازیگر زن جشنواره فیلم کن سال ۱۹۸۱ میلادی را برای بازی در این فیلم دریافت کرد.